# Un crack qui craque
Pour plus de détails, voir Fiche technique et Distribution.
Un crack qui craque (Sorrowful Jones) est un film américain réalisé par Sidney Lanfield, sorti en 1949. Il s'agit d'un remake de Petite Miss.

## Fiche technique
- Titre : Un crack qui craque
- Titre original : Sorrowful Jones
- Réalisation : Sidney Lanfield
- Scénario : Melville Shavelson, Edmund L. Hartmann et Jack Rose
- Photographie : Daniel L. Fapp
- Montage : Arthur P. Schmidt
- Musique : Robert Emmett Dolan
- Société de production : Paramount Pictures
- Pays d'origine : États-Unis
- Genre : comédie dramatique
- Date de sortie : 1949

## Distribution
- Bob Hope : Humphrey 'Sorrowful' Jones
- Lucille Ball : Gladys O'Neill
- William Demarest : Regret
- Bruce Cabot : Big Steve Holloway
- Thomas Gomez : Reardon
- Houseley Stevenson : Doc Chesley
- Emmett Vogan : le psychiatre